# Lorenzo Voltolini Esti
Lorenzo Voltolini Esti OCSO (Poncarale, 20 de mayo de 1948), también conocido como Taita Lorenzo, es un eclesiástico y misionero católico italiano afincado en Ecuador. Fue arzobispo de Portoviejo, desde 2007 hasta 2018, cuando renunció para ingresar en la vida monástica. 

## Biografía
Lorenzo nació el 20 de mayo de 1948, en la comune italiana de Poncarale. Hijo de Gina Esti.
Realizó su formación primaria en su pueblo natal. Ingresar en el Seminario Menor de Brescia, en el cual hizo su formación secundaria. Luego, pasó al Seminario Mayor de Brescia, donde realizó los estudios eclesiásticos.
En febrero de 1999, recibió la nacionalidad ecuatoriana.

### Sacerdocio
Su ordenación sacerdotal fue el 15 de junio de 1974, a manos del obispo Luigi Morstabilini; incardinándose en la diócesis de Brescia.
Como sacerdote desempeñó los siguientes ministerios:
- Vicario parroquial de Passirano (1974-1979).

En 1979, fue enviado como misionero a la diócesis de Latacunga (Ecuador), donde fue:
- Vicario parroquial de la Catedral de Latacunga (1979-1980).
- Párroco primis de la Santísima Trinidad de La Laguna,[1] Latacunga (1980-1993).

Durante estos años, frecuentó el monasterio de Santa María del Paraíso de Salcedo.
- Secretario de la santificación de la Iglesia en la Conferencia Episcopal Ecuatoriana (1988-1994).

## Episcopado

### Obispo auxiliar de Portoviejo
El 7 de diciembre de 1993, el papa Juan Pablo II lo nombró como obispo titular de Bisuldino y  obispo auxiliar de Portoviejo. Fue consagrado el 12 de enero de 1994, a manos del obispo José Mario Ruiz Navas. 
Al asumir el ministerio, eligió para su escudo el lema: "Ut vitam habeant".
- Presidente del Comité de Liturgia del Consejo Episcopal Latinoamericano (CELAM) (2007-2011).[2]
- Presidente de la Comisión Episcopal de Liturgia de la CEE (2005-2011).

### Arzobispo de Portoviejo
El 6 de agosto de 2007, el papa Benedicto XVI lo nombró arzobispo de Portoviejo. Tomó posesión canónica el 14 de septiembre del mismo año, durante una ceremonia en la Catedral de Portoviejo. El 29 de junio de 2008, en una ceremonia en la Basílica de San Pedro, recibió la imposición del palio arzobispal de manos del papa Benedicto XVI.
El 28 de octubre de 2016, fue nombrado miembro ad quinquennium de la Congregación para el Culto Divino y la Disciplina de los Sacramentos.

#### Renuncia
En julio de 2018, presentó su renuncia, con un pedido particular. El 14 de septiembre de 2018, el papa Francisco aceptó su renuncia, como arzobispo de Portoviejo, nombrando a un administrador apostólico al mismo tiempo.
En una carta dirigida, alegó su renuncia por signos de cansancio, "sobre todo después del terremoto de 2016, que alteró el ritmo" de su vida. También, para mencionar que entraría en la vida monástica, diciendo: "Agradezco al Señor. No huyo del mundo, sino entro al mundo desde una dimensión diferente, la dimensión de Dios". Terminaba su carta con una frase de Felipe Neri: "Yo prefiero el Paraíso", aludiendo a su próximo destino.

### Vida religiosa
En 2014, presentó formalmente al abad del monasterio trapense de Santa María del Paraíso de Salcedo su pedido de ser aceptado, no como huésped sino como miembro de la comunidad, como describió en su carta. Tras su retiro, en noviembre de 2018, ingresó al monasterio trapense, como aspirante al noviciado, como tenía previsto.
En 2020, realizó su primera profesión de votos religiosos. Posteriormente, realizó la profesión solemne, el 31 de mayo de 2023.
El 28 de marzo de 2024, participó en la Santa Misa crismal, en la Catedral de Brescia, junto al obispo Giovanni Battista Piccioli. A finales de abril del mismo año, visitó la diócesis de Orense.

## Condecoraciones
| Distinción                                                      | Período | Entregado por     |
| --------------------------------------------------------------- | ------- | ----------------- |
| Caballero de la Orden de la Estrella de la Solidaridad Italiana | 2005    | Giulio Piccirilli |
| Caballero de la Orden al Mérito de la República Italiana        | 2005    | Giulio Piccirilli |